# Sidi Bakhti
Sidi Bakhti est une commune de la wilaya de Tiaret en Algérie.